# Adiagnostus
Adiagnostus is een geslacht van kevers uit de familie  
kniptorren (Elateridae).
Het geslacht is voor het eerst wetenschappelijk beschreven in 1980 door Dolin.

## Soorten
Het geslacht omvat de volgende soorten:
- Adiagnostus ambiguus Dolin in Dolin, Panfilov, Ponomarenko & Pritykina, 1980
- Adiagnostus cardiophorinus Dolin in Dolin, Panfilov, Ponomarenko & Pritykina, 1980
- Adiagnostus minutulus Dolin in Dolin, Panfilov, Ponomarenko & Pritykina, 1980